# Classe Maestrale (1934)
Pour les autres classes de navires du même nom, voir Classe Maestrale.
La classe Maestrale, également connue sous le nom de classe Venti est une classe de destroyers italiens construite avant-guerre pour la Regia Marina (Marine royale italienne).
Les unités portaient toutes des noms de vents : Mistral, Grecale, Libeccio et Scirocco. Toutes les unités de la classe ont été affectées au Xe escadron de destroyers de la IIe division de croiseurs basée à La Spezia.
Seul le Grecale survivra à la guerre. intégré à la Marina Militare (marine italienne) et modernisé, il sera reconverti en frégate en 1953.

## Conception
Cette classe, qui comporte quatre unités, est une amélioration de la classe précédente, la classe Folgore (série Dardo classe II). La longueur de sa coque est augmentée de 10 mètres pour permettre une meilleure tenue à la mer.
Les destroyers de la classe Maestrale étaient d'une conception entièrement nouvelle destinée à corriger les problèmes de stabilité de la classe Folgore précédente. Ils avaient une longueur entre perpendiculaires de 101,6 mètres et une longueur hors tout de 106,7 mètres. Les navires avaient une largeur de 10,15 mètres et un tirant d'eau moyen de 3,31 mètres et de 4,3 mètres à pleine charge. Ils déplaçaient 1 640 tonnes à charge normale et 2 243 tonnes à pleine charge. Leur effectif en temps de guerre était de 190 officiers et marins.
Les Maestrale étaient propulsés par deux turbines à vapeur à engrenages Parsons, chacune entraînant un arbre d'hélice à l'aide de la vapeur fournie par trois chaudières à trois tambours. Les turbines étaient conçues pour développer 44 000 chevaux (33 000 kW) et une vitesse de 32-33 nœuds (59-61 km/h) en service, bien qu'elles aient atteint des vitesses de 38-39 nœuds (70-72 km/h) pendant leurs essais en mer alors qu'elles étaient légèrement chargées. Les navires transportaient suffisamment de mazout pour avoir une autonomie de 2 600 à 2 800 milles marins (4 800 à 5 200 km) à une vitesse de 18 nœuds (33 km/h) et de 690 milles marins (1 280 km) à une vitesse de 33 nœuds (61 km/h).
Leur batterie principale était composée de quatre canons de 120 millimètres et de 50 calibres dans deux tourelles jumelées, une à l'avant et une à l'arrière de la superstructure. Au milieu du navire se trouvait une paire de canons à obus éclairants de 120 millimètres et de 15 calibres. La défense antiaérienne (AA) des navires de la classe Maestrale était assurée par quatre mitrailleuses Breda Model 1931 de 13,2 millimètres. Ils étaient équipés de six tubes lance-torpilles de 533 millimètres (21 pouces) dans deux supports triples au milieu du navire. Bien que les navires ne soient pas dotés d'un système de sonar pour la lutte anti-sous-marine, ils sont équipés d'une paire de lanceurs de grenades sous-marines. Les Maestrales peuvent transporter 56 mines.

## Unités
| GR F552 | Grecale   | Cantieri Navali Riuniti à Ancône            | 17 juin 1934   | novembre 1934  | mai 1964         |                                                                                             |
| LI      | Libeccio  | Cantieri del Tirreno à Riva Trigoso (Gênes) | 4 juillet 1934 | novembre 1934  | 9 novembre 1941  | coulé par le sous-marin britannique Upholder                                                |
| ML      | Maestrale | Cantieri Navali Riuniti à Ancône            | 5 avril 1934   | septembre 1934 | 9 septembre 1943 | sabordé par l'équipage. Renfloué par les Allemands, il est à nouveau sabordé en avril 1945. |
| SC      | Scirocco  | Cantieri del Tirreno à Riva Trigoso (Gênes) | 22 avril 1934  | octobre 1934   | 23 mars 1942     | coulé en mer ionienne lors d'une tempête.                                                   |